# 維德斯泰騰
維德斯泰騰（英語：Mike Veldstra，1984年1月3日—），導演、製片人、DJ。其出生於台灣台南，於荷蘭鹿特丹長大。目前居住於臺北市。

## 生平
維德斯泰騰是台荷混血，他的父親是荷蘭人、母親是台灣人，他出生於台灣、就讀美國學校，八歲時，隨著父親工作而遷居荷蘭，在鹿特丹長大。他畢業於荷蘭威廉·埃德·庫寧學院。于大學就讀期間，他開始接觸攝影、影片製作和音頻藝術，並過渡到藝術短片製作於設備的研究。
畢業後，維德斯泰騰拍攝了他的第一個線上節目“Scratchleague TV”，一個音樂家們為彼此舉辦的節目。在完成三次試播後，他決定回到他的家鄉台南，從而更多地了解自己的文化根基；但他並沒有因此停止拍攝工作。在完成了十多部短片拍攝後，他為台灣公共電視拍攝了他的第一部故事片《永生花》。目前維德斯泰騰正在拍攝幾部長紀錄片以及他的第二部故事電影。

## 作品
| 名稱                         | 職位           | 年份   | 參考  |
| ---------------------------- | -------------- | ------ | ----- |
| Bearing Sanctuary            | 攝影指導       | 2013   | [ 4 ] |
| Ardour（熱忱）               | 導演 編劇 剪輯 | 2014   | [ 5 ] |
| The Vestiges（優生）         | 導演 攝影指導  | 2016   | [ 6 ] |
| The Eternal Flower（永生花） | 導演           | 2018   | [ 7 ] |
| Whitey（小白）               | 導演 編劇 製片 | 2020   | [ 8 ] |
| Invisible Nation（隱形國度） | 製片 攝影助理  | 製作中 | [ 9 ] |
| 曾雅妮紀錄片                 | 製片           | 製作中 |       |
| 新竹街口攻城獅紀錄片         | 執行製片人     | 製作中 |       |

## 外鏈
- 維德斯泰騰的個人網站 （页面存档备份，存于）